# Nagroda za charakteryzację na Festiwalu Polskich Filmów Fabularnych
Nagroda za charakteryzację na Festiwalu Polskich Filmów Fabularnych – nagroda przyznawana jest 2009 roku. Najwięcej, cztery razy, nagrodę zdobył Janusz Kaleja. Następna w klasyfikacji jest Ewa Drobiec (2 nagrody). Nagroda dla zwycięzcy wynosi 12 tysięcy złotych.

## 2000–2009
- 2009: Mirosława Wojtczak, Ludmiła Krawczyk i Waldemar Pokromski − Rewers

## Od 2010
- 2010: Iwona Blicharz − Joanna
- 2011: Janusz Kaleja − Lęk wysokości
- 2012: Janusz Kaleja − W ciemności
- 2013: Anna Nobel-Nobielska − Papusza
- 2014: Agnieszka Hodowana i Aneta Brzozowska − Bogowie
- 2015: Janusz Kaleja i Tomasz Matraszek – Córki dancingu
- 2016: Ewa Drobiec – Wołyń
- 2017: Janusz Kaleja – Pokot
- 2018: Ewa Drobiec i Mira Wojtczak – Kamerdyner
- 2019: Jolanta Dańda – Ikar. Legenda Mietka Kosza